# The Last Thing Mary Saw
The Last Thing Mary Saw ist ein Horror-Thriller von Edoardo Vitaletti, der im August 2021 beim Fantasia International Film Festival seine Premiere feierte.

## Handlung
Im Jahr 1843. Eine junge Frau lebt auf dem Land in einer Familie, die einer strengen Religionsgemeinschaft angehört. Nach dem mysteriösen Tod der Matriarchin, ihrer Großmutter, wird die junge Frau entführt.

## Produktion
Regie führte Edoardo Vitaletti, der auch das Drehbuch schrieb.
Stefanie Scott spielt in der Titelrolle Mary, Rory Culkin spielt The Intruder. In weiteren Rollen sind Isabelle Fuhrman als Eleanor und Carolyn McCormick als Agnes zu sehen.
Die Dreharbeiten fanden im Dezember 2019 in New York statt.
Die Filmmusik komponierte Keegan DeWitt. Das Soundtrack-Album mit insgesamt 24 Musikstücken wurde im Januar 2022 von Open Memory Music als Download veröffentlicht.
Die Weltpremiere erfolgte am 15. August 2021 beim Fantasia International Film Festival. Zuvor sicherte sich Shudder die Rechte am Film.

## Rezeption
Von den bei Rotten Tomatoes aufgeführten Kritiken sind bislang 70 Prozent positiv.